# Coppa panamericana femminile under 23 di pallavolo
La Coppa panamericana femminile under 23 di pallavolo è una competizione pallavolistica, organizzata dalla PVU sotto l'egida della NORCECA, per squadre nazionali nordamericane e sudamericane, riservata a giocatrici con un'età inferiore di 23 anni.

## Edizioni
| Edizione      | Edizione      | Podio           | Podio           | Podio         |
| Anno          | Organizzatore | Campione        | Seconda         | Terza         |
| ------------- | ------------- | --------------- | --------------- | ------------- |
| 2012 Dettagli | Perù          | Rep. Dominicana | Brasile         | Argentina     |
| 2014 Dettagli | Perù          | Rep. Dominicana | Colombia        | Cuba          |
| 2016 Dettagli | Perù          | Rep. Dominicana | Argentina       | Cuba          |
| 2018 Dettagli | Perù          | Rep. Dominicana | Perù            | Cuba          |
| 2020          | -             | Non disputata   | Non disputata   | Non disputata |
| 2021 Dettagli | Messico       | Rep. Dominicana | Messico         | Porto Rico    |
| 2023 Dettagli | Messico       | Rep. Dominicana | Messico         | Argentina     |
| 2024 Dettagli | Messico       | Cuba            | Rep. Dominicana | Messico       |
| 2025 Dettagli | Messico       | Stati Uniti     | Canada          | Messico       |

## Medagliere
| Pos. | Squadra         | 1º posto | 2º posto | 3º posto | Totale |
| ---- | --------------- | -------- | -------- | -------- | ------ |
| 1    | Rep. Dominicana | 6        | 1        | 0        | 7      |
| 2    | Cuba            | 1        | 0        | 3        | 4      |
| 3    | Stati Uniti     | 1        | 0        | 0        | 1      |
| 4    | Messico         | 0        | 2        | 2        | 4      |
| 5    | Argentina       | 0        | 1        | 2        | 3      |
| 6    | Brasile         | 0        | 1        | 0        | 1      |
| 6    | Canada          | 0        | 1        | 0        | 1      |
| 6    | Colombia        | 0        | 1        | 0        | 1      |
| 6    | Perù            | 0        | 1        | 0        | 1      |
| 10   | Porto Rico      | 0        | 0        | 1        | 1      |